# Holdenby
Holdenby is een civil parish in het bestuurlijke gebied Daventry, in het Engelse graafschap Northamptonshire.